# Comitato Olimpico Andorrano
Il Comitato Olimpico Andorrano (noto anche come Comitè Olímpic Andorrà in catalano) è un'organizzazione sportiva andorrana, nata nel 1971 ad Andorra La Vella, Andorra.
Rappresenta questa nazione presso il Comitato Olimpico Internazionale (CIO) dal 1975 ed ha lo scopo di curare l'organizzazione ed il potenziamento dello sport in Andorra e, in particolare, la preparazione degli atleti andorrani, per consentire loro la partecipazione ai Giochi olimpici. Il comitato, inoltre, fa parte dei Comitati Olimpici Europei.
L'attuale presidente dell'organizzazione è Jaume Martì Mandicò, mentre la carica di segretario generale è occupata da Manuel Fernàndez Hermoso.